# Маградзе, Леван
Леван Маградзе (груз. ლევან მაღრაძე; 5 декабря 1977, Тбилиси, СССР) — грузинский футболист, защитник. Выступал за сборную Грузии.

## Биография

### Карьера в сборной
В составе сборной Грузии Маградзе провёл 4 матча. Дебютировал в феврале 2004 года, сыграв в двух матчах против сборных Румынии и Кипра в рамках Кубка Кипрской футбольной ассоциации. Следующий вызов в сборную получил на отборочный матч чемпионата мира 2006 4 июня 2005 года против Албании. Последний матч за Грузию сыграл 22 марта 2006 года в товарищеской встрече с Албанией.